# Pont de Santa Eugènia de Berga
El Pont de Santa Eugènia de Berga és una obra del municipi de Santa Eugènia de Berga (Osona) inclosa a l'Inventari del Patrimoni Arquitectònic de Catalunya.

## Descripció
És un pont d'un sol arc situat a l'antic camí ral que va de Vic a Santa Eugènia, modificat completament. Passa per sobre de la riera de Vilalleons o Gili o de la Sala d'Heures, afluent del Gurri, afluent per la dreta del Ter.